# The Ark in Space
A The Ark in Space a Doctor Who sorozat hetvenhatodik része, amit 1975. január 25.-e és február 15.-n vetítettek négy epizódban.

## Történet
A TARDIS véletlenül egy Föld körül keringő kihalt űrállomáson landol a messzi jövőben. A Doktor és két társa majdnem megfulladnak, mert sok minden, így a levegőregenerálás nem működik. Kiderül azonban, hogy az űrállomáson rengeteg hibernált ember van. Napkitörések miatt a Föld évezredekre lakhatalanná vált, ezt az időt vészelte át emberek egy kiválasztott csoportja hibernációban a kriokamrákban. Azonban már 10 000 éve vannak tetszhalott állapotban, mert az ébresztés sem működött a beprogramozott időben. Hamarosan kiderül az is, hogy az űrállomásra valamikor korábban egy idegen lény érkezett, aki nagyon is céltudatosan rontott el egyes berendezéseket. A Doktor kijavítja az áramszolgáltatás hibáját, ezzel azonban nem várt események is beindulnak...

## Epizódok listája
| Epizód sorszáma | Bemutató napja    | Hossza | Nézők száma (millió) |
| --------------- | ----------------- | ------ | -------------------- |
| 1               | 1975. január 25.  | 24:58  | 9,4                  |
| 2               | 1975. február 1.  | 24:49  | 13,6                 |
| 3               | 1975. február 8.  | 24:05  | 11,2                 |
| 4               | 1975. február 15. | 24:37  | 10,2                 |

## Könyvkiadás
A könyvváltozatát 1977. május 10.-n adta ki a Target könyvkiadó.

## Otthoni kiadás
- VHS-n 1989-n adták ki omnibus változatban. 1994-n pedig eredeti epizódkus formájában.
- DVD-n 2002. április 8.-n adták ki.
  - Special Editionban pedig 2013. február 25.-n adták ki.
- iTunes-n 2008. augusztus 11.-l elérhető.

### Fordítás
- Ez a szócikk részben vagy egészben  a   The Ark in Space című angol Wikipédia-szócikk fordításán alapul.  Az eredeti cikk szerkesztőit annak laptörténete sorolja fel. Ez a jelzés csupán a megfogalmazás eredetét és a szerzői jogokat jelzi, nem szolgál a cikkben szereplő információk forrásmegjelöléseként.